# Ksar Hadada (ksar)
Ne doit pas être confondu avec le village de Ksar Hadada.
Ksar Hadada ou Ksar Hadadda est un ksar de Tunisie situé à Ksar Hadada dans le gouvernorat de Tataouine.

## Localisation
Le ksar, situé sur une colline dans une région agricole, a constitué le noyau du village qui s'est développé autour.

## Histoire
Le site est probablement fondé au XVIIIe siècle même si Kamel Laroussi évoque l'année 1840.

## Aménagement
Le ksar compte environ 355 ghorfas, Laroussi en évoquant 675 en 2004, le tout étant réparti principalement sur trois étages.
En forme de fer à cheval, il est très dense puisque quatre groupes de ghorfas occupent la cour. On y accède par une seule entrée couverte (skifa).
Le complexe est restauré autour de la skifa, la périphérie étant toutefois abandonnée.

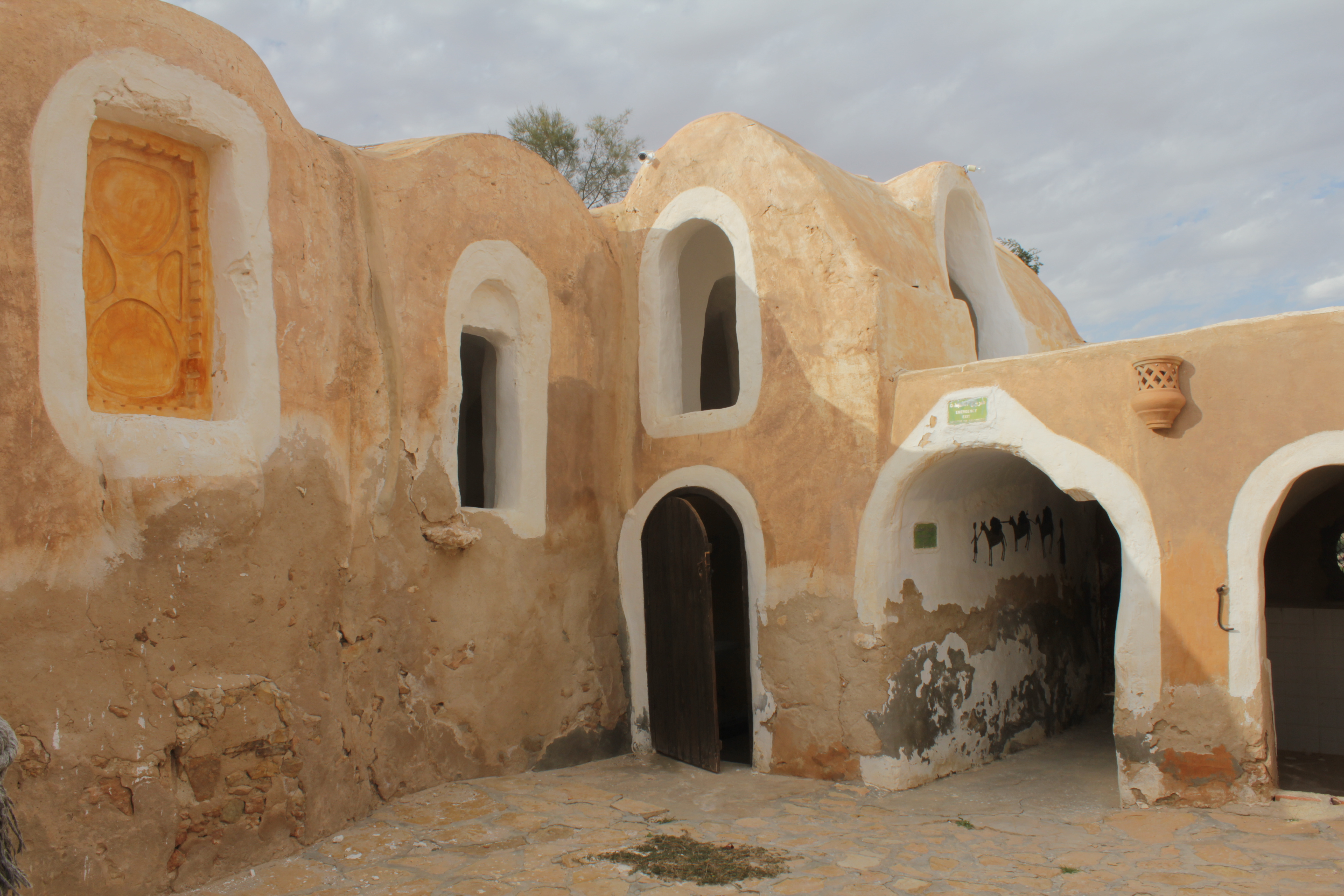
Partie restaurée du ksar.
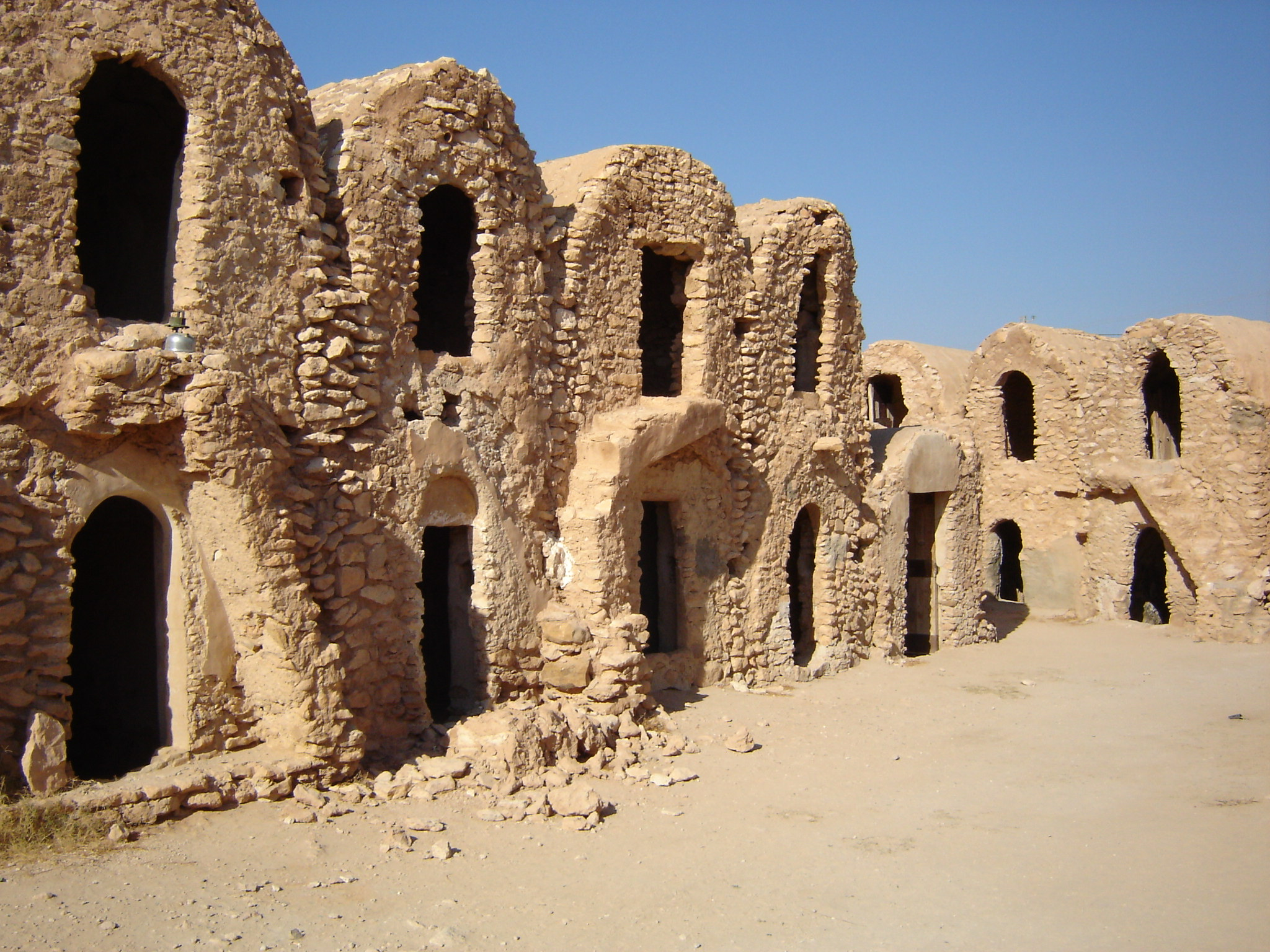
Partie non restaurée.
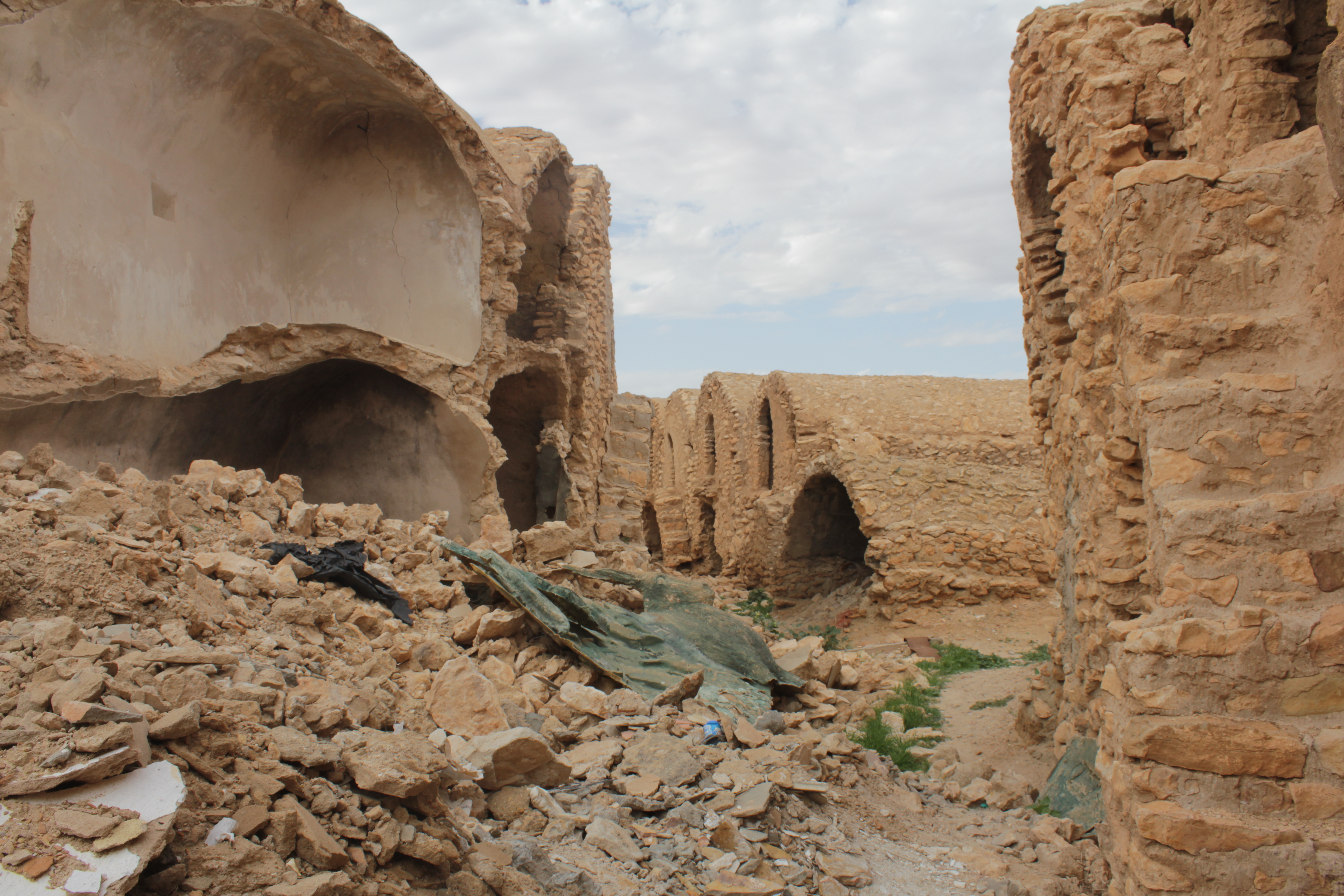
Ghorfas en ruine.

## Utilisation
L'usage traditionnel du ksar cesse dans les années 1960. En 1967, il est exproprié et loué à la société La Gazelle pour l'exploiter à des fins touristiques : celle-ci y aménage un hôtel de 55 chambres, un restaurant et des boutiques. En 2010, ces activités sont toutefois à l'arrêt.
En juillet 1997, le ksar sert de décor au quartier des esclaves de Mos Espa sur la planète Tatooine dans Star Wars, épisode I : La Menace fantôme, ce qui accroît notablement sa notoriété et en fait l'un des ksour tunisiens les plus connus et fréquentés.

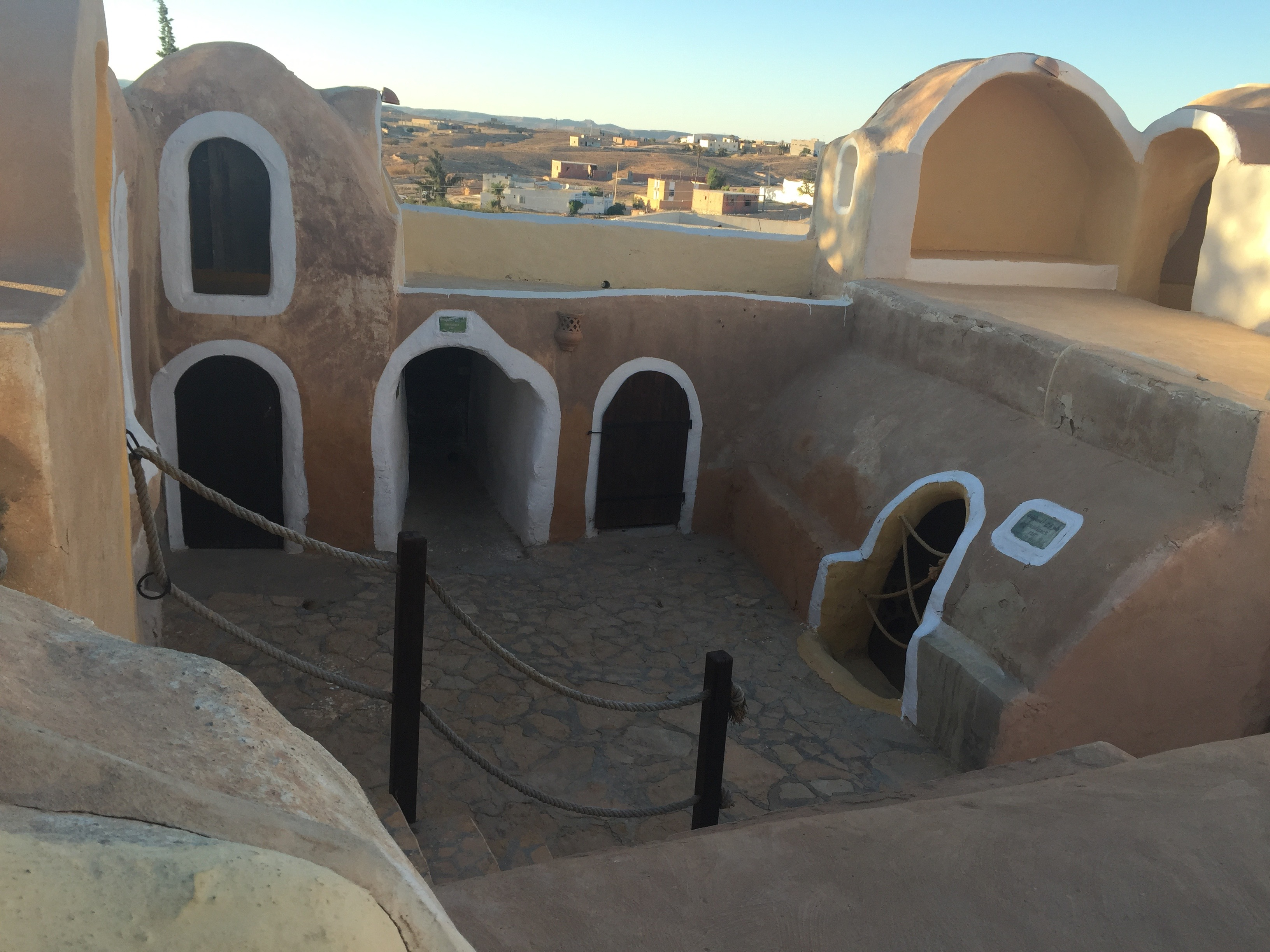
Partie aménagée en hôtel.
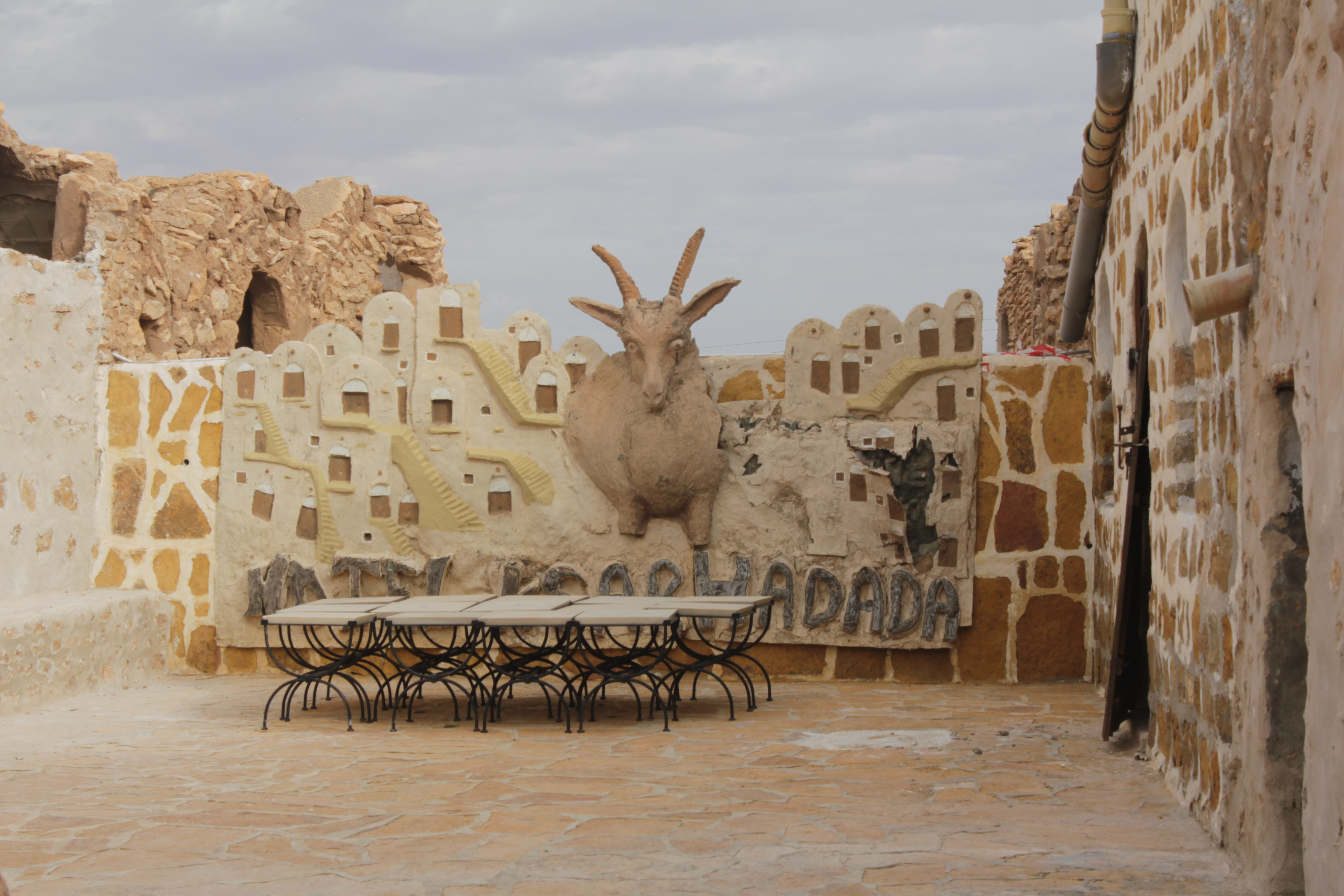
Espace en plein air de l'hôtel.
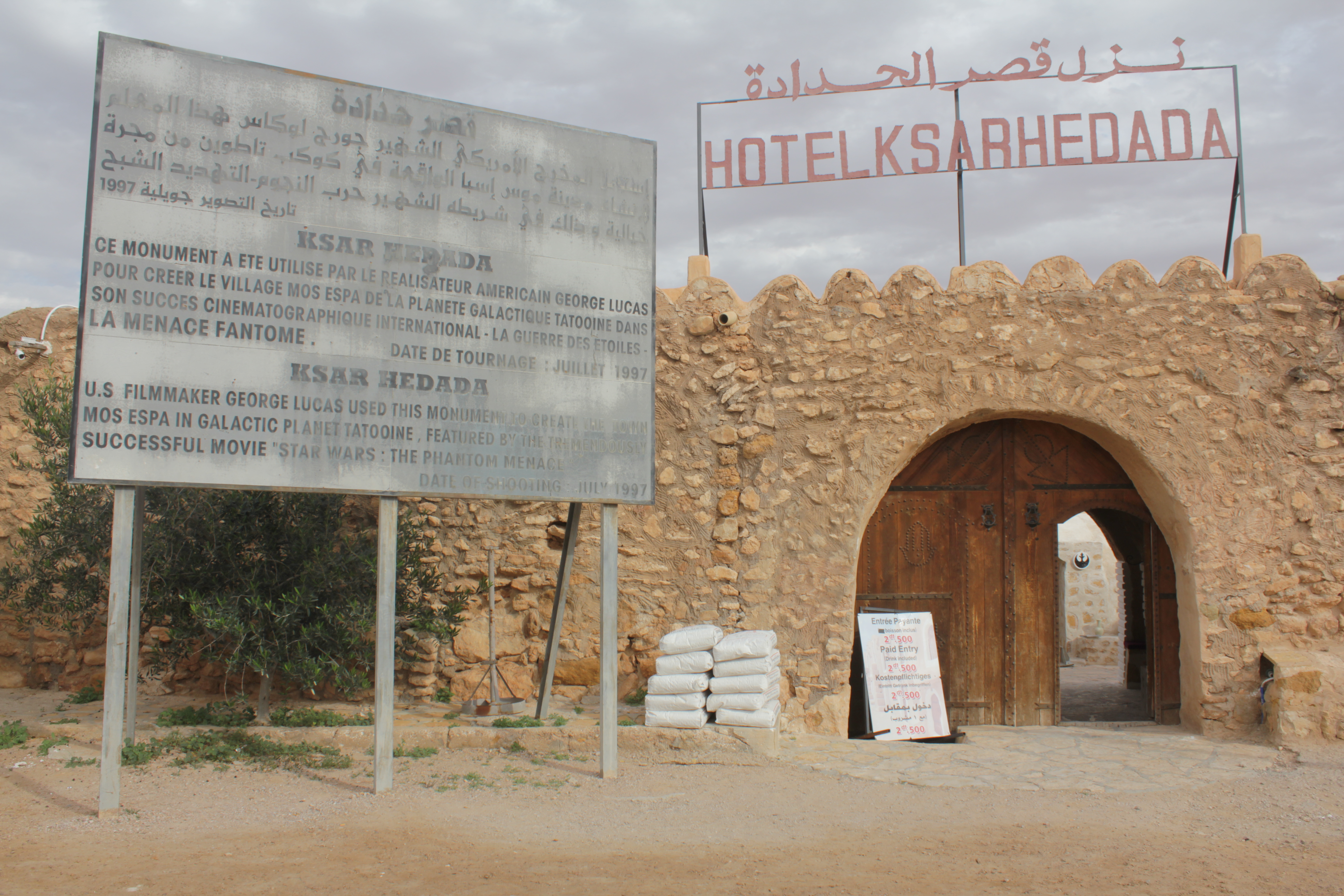
Entrée du ksar avec le panneau rappelant le tournage de Star Wars.